# Citidin-difosfat glukoza
Citidin difosfat glukoza (CDP-glukoza) je šećer vezan za nukleotid koji se sastoji od citidin difosfata i glukoze.

## Biosinteza
CDP-glukoza se formira iz CTP-a i glukoza-1-fosfata posredstvom enzima glukoza-1-fosfat citidililtransferaza.